# Lycioides amoena
Lycioides amoena är en insektsart som beskrevs av Van Duzee 1923. Lycioides amoena ingår i släktet Lycioides och familjen dvärgstritar. Inga underarter finns listade i Catalogue of Life.